# Cephalerpeton
Cephalerpeton is een geslacht van uitgestorven protorothyridide eureptielen bekend uit het Laat-Carboon (Laat-Westfalien) van Illinois.

## Naamgeving
Het is bekend van het holotype YPM 796, een gedeeltelijk skelet. Het werd verzameld in de Mazon Creek-vindplaats, van de Francis Creek Shale-afzetting van de Carbondale-formatie. Het werd voor het eerst benoemd in 1912 door Roy Lee Moodie als een amfibie en de typesoort is Cephalerpeton ventriarmatum. De geslachtsnaam betekent 'kop-kruipend dier'. De soortaanduiding betekent 'op de buik bepantserd'.

## Fylogenie
Het werd voor het eerst toegewezen aan Protorothyrididae door Robert L. Carroll en Donald Baird in 1972 en deze plaatsing is algemeen aanvaard.